# Reither Spitze
Reither Spitze är en bergstopp i Österrike.   Den ligger i distriktet Innsbruck-Land och förbundslandet Tyrolen, i den västra delen av landet, 400 km väster om huvudstaden Wien. Toppen på Reither Spitze är 2 374 meter över havet, eller 467 meter över den omgivande terrängen. Bredden vid basen är 3,7 km.
Terrängen runt Reither Spitze är huvudsakligen bergig, men åt nordväst är den kuperad. Runt Reither Spitze är det ganska tätbefolkat, med 80 invånare per kvadratkilometer.. Närmaste större samhälle är Innsbruck, 13,5 km öster om Reither Spitze. 
I omgivningarna runt Reither Spitze växer i huvudsak barrskog.